# Skopofobia
Skopofobia (niekiedy skoptofobia, ang. scopophobia, scoptophobia, z gr. σκοπειν, 'patrzeć' i φόβος 'strach, lęk') – lęk przed byciem obserwowanym.
Wprowadzenie terminu skopofobii do medycyny przypisywał sobie amerykański psychiatra Charles Hamilton Hughes w 1906 roku. Wcześniej terminu Skopophobie użył niemiecki psychiatra Rudolf Arndt w 1888 w swoim opracowaniu na temat neurastenii, ale bez podania definicji. Koncept skopofobii rozwijali psychoanalitycy, m.in. Theodor Dosužkov, który uważał skopofobię za jedną z tzw. nerwic przeniesienia (Übertragungsneurose). Inny psychoanalityk, Allen, uważał, że termin powinien być wydobyty z zapomnienia, i stosowany w dwóch znaczeniach: lęku przed byciem obserwowanym i lęku przed obserwowaniem innych.
Często występuje w zespołach lękowych, zwłaszcza u młodych pacjentów. Objaw opisywano też u chorych z padaczką. Niektórzy autorzy stosujący podejście psychodynamiczne używają szerszego pojęcia antropofobii, obejmującego według ich autodysmorfofobię, skopofobię, erytrofobię i tzw. węchowy zespół odnoszący.